# Copa de la UEFA 2003-04
La Copa de la UEFA 2003-04 se disputó entre julio de 2003 y mayo de 2004, con la participación total de 145 equipos distintos, representantes de 51 federaciones nacionales afiliadas a la UEFA. Para la clasificación a la fase final de la competición se disputó una ronda previa, donde 41 equipos se unieron a los otros 55 clasificados directamente para la fase final.
La final, a partido único, se disputó el 19 de mayo de 2004 en el estadio Estadio Ullevi de Gotemburgo, en Suecia, y enfrentó al Valencia y al Olympique Marsella. El equipo valenciano se alzó con el triunfo por 2-0, convirtiéndose en el primer campeón de la UEFA previamente ganador de la Copa de Ferias, la antecesora pre-UEFA de la competición.

## Ronda previa
| Equipo local ida          | Resultado | Equipo visitante ida       | Ida                                                                                                   | Vuelta                                                                                                |
| ------------------------- | --------- | -------------------------- | --- | --- |
| FC Kärnten                | 3:2       | UMF Grindavíkur            | 2:1 Archivado el 27 de mayo de 2008 en Wayback Machine.                                               | 1:1 Archivado el 28 de mayo de 2008 en Wayback Machine.                                               |
| FC Etzella Ettelbruck     | 1:9       | NK Kamen Ingrad            | 1:2 Archivado el 28 de mayo de 2008 en Wayback Machine.                                               | 0:7 Archivado el 27 de mayo de 2008 en Wayback Machine.                                               |
| Brøndby IF                | 5:0       | FK Dinamo Minsk            | 3:0 Archivado el 28 de mayo de 2008 en Wayback Machine.                                               | 2:0 Archivado el 27 de mayo de 2008 en Wayback Machine.                                               |
| FK Viktoria Žižkov        | 6:1       | FC Zhenis                  | 3:0 Archivado el 27 de mayo de 2008 en Wayback Machine.                                               | 3:0 Archivado el 28 de mayo de 2008 en Wayback Machine.                                               |
| FC Nordsjælland           | 6:0       | FC Shirak Gyumri           | 4:0 Archivado el 1 de mayo de 2008 en Wayback Machine.                                                | 2:0 Archivado el 27 de mayo de 2008 en Wayback Machine.                                               |
| FK Matador Púchov         | 6:0       | FC Sioni Bolnisi           | 3:0 Archivado el 27 de mayo de 2008 en Wayback Machine.                                               | 3:0 Archivado el 27 de mayo de 2008 en Wayback Machine.                                               |
| FC Torpedo Moscú          | 9:0       | FC Domagnano               | 5:0 Archivado el 1 de mayo de 2008 en Wayback Machine.                                                | 4:0 Archivado el 28 de mayo de 2008 en Wayback Machine.                                               |
| Hapoel Tel-Aviv FC        | 3:2       | FC Banants                 | 1:1 Archivado el 27 de mayo de 2008 en Wayback Machine.                                               | 2:1 Archivado el 1 de mayo de 2008 en Wayback Machine.                                                |
| FK Cementarnica 55        | (v)1:1    | GKS Katowice               | 0:0 Archivado el 27 de mayo de 2008 en Wayback Machine.                                               | 1:1 Archivado el 27 de mayo de 2008 en Wayback Machine.                                               |
| RC Lens                   | 5:0       | FC Torpedo Kutaisi         | 3:0 Archivado el 1 de mayo de 2008 en Wayback Machine.                                                | 2:0 Archivado el 28 de mayo de 2008 en Wayback Machine.                                               |
| FC Haka                   | 2:2(v)    | Hajduk Split               | 2:1 Archivado el 27 de mayo de 2008 en Wayback Machine.                                               | 0:1 Archivado el 1 de mayo de 2008 en Wayback Machine.                                                |
| Manchester City FC        | 7:0       | Total Network Solutions FC | 5:0 Archivado el 28 de mayo de 2008 en Wayback Machine.                                               | 2:0 Archivado el 27 de mayo de 2008 en Wayback Machine.                                               |
| KS Dinamo Tirana          | 1:7       | KSC Lokeren                | 0:4 Archivado el 27 de mayo de 2008 en Wayback Machine.                                               | 1:3 Archivado el 28 de mayo de 2008 en Wayback Machine.                                               |
| Dyskobolia Grodzisk       | 6:1       | FK Atlantas                | 2:0 Archivado el 27 de mayo de 2008 en Wayback Machine.                                               | 4:1 Archivado el 28 de mayo de 2008 en Wayback Machine.                                               |
| FC Artmedia Petržalka     | 2:0       | F91 Dudelange              | 1:0 Archivado el 1 de mayo de 2008 en Wayback Machine.                                                | 1:0 Archivado el 1 de mayo de 2008 en Wayback Machine.                                                |
| FK Željezničar Sarajevo   | 4:1       | Anorthosis Famagusta FC    | 1:0 Archivado el 18 de febrero de 2008 en Wayback Machine.                                            | 3:1 Archivado el 28 de mayo de 2008 en Wayback Machine.                                               |
| NSÍ Runavík               | 1:9       | FC Lyn Oslo                | 1:3 Archivado el 1 de mayo de 2008 en Wayback Machine.                                                | 0:6 Archivado el 1 de mayo de 2008 en Wayback Machine.                                                |
| FC Levadia Maardu         | 3:6       | NK Varteks                 | 1:3 Archivado el 28 de mayo de 2008 en Wayback Machine.                                               | 2:3 Archivado el 27 de mayo de 2008 en Wayback Machine.                                               |
| FK Ekranas                | 2:3       | Debreceni VSC              | 1:1 Archivado el 1 de mayo de 2008 en Wayback Machine.                                                | 1:2 Archivado el 28 de mayo de 2008 en Wayback Machine.(pr)                                           |
| Malmö FF                  | 6:0       | Portadown FC               | 4:0 Archivado el 18 de febrero de 2008 en Wayback Machine.                                            | 2:0 Archivado el 27 de mayo de 2008 en Wayback Machine.                                               |
| AIK Solna                 | 1:0       | ÍF Fylkir                  | 1:0 Archivado el 27 de mayo de 2008 en Wayback Machine.                                               | 0:0 Archivado el 1 de mayo de 2008 en Wayback Machine.                                                |
| Cwmbran Town              | 0:6       | Maccabi Haifa FC           | 0:3 Archivado el 27 de mayo de 2008 en Wayback Machine.                                               | 0:3 Archivado el 27 de mayo de 2008 en Wayback Machine.                                               |
| NK Publikum               | 12:2      | FK Belasica                | 7:2 Archivado el 28 de mayo de 2008 en Wayback Machine.                                               | 5:0 Archivado el 28 de mayo de 2008 en Wayback Machine.                                               |
| Valletta FC               | 0:4       | Neuchâtel Xamax FC         | 0:2 (enlace roto disponible en Internet Archive; véase el historial, la primera versión y la última). | 0:2 (enlace roto disponible en Internet Archive; véase el historial, la primera versión y la última). |
| KS Vllaznia               | 0:6       | Dundee FC                  | 0:2 Archivado el 28 de mayo de 2008 en Wayback Machine.                                               | 0:4 Archivado el 27 de mayo de 2008 en Wayback Machine.                                               |
| Litex Lovech              | 0:2       | FC Zimbru Chişinău         | 0:0 Archivado el 18 de febrero de 2008 en Wayback Machine.                                            | 0:2 Archivado el 27 de mayo de 2008 en Wayback Machine.                                               |
| Esbjerg fB                | 9:1       | FC Santa Coloma            | 5:0 Archivado el 1 de mayo de 2008 en Wayback Machine.                                                | 4:1 Archivado el 28 de mayo de 2008 en Wayback Machine.                                               |
| Dinamo Bucarest           | 6:3       | FK Liepājas Metalurgs      | 5:2 Archivado el 1 de mayo de 2008 en Wayback Machine.                                                | 1:1 Archivado el 27 de mayo de 2008 en Wayback Machine.                                               |
| Birkirkara FC             | 0:6       | Ferencváros TC             | 0:5 Archivado el 27 de mayo de 2008 en Wayback Machine.                                               | 0:1 Archivado el 28 de mayo de 2008 en Wayback Machine.                                               |
| APOEL Nicosia             | 5:1       | Derry City FC              | 2:1 Archivado el 27 de mayo de 2008 en Wayback Machine.                                               | 3:0 Archivado el 27 de mayo de 2008 en Wayback Machine.                                               |
| FC Neman Grodno           | 1:1(v)    | Steaua Bucarest            | 1:1 Archivado el 27 de mayo de 2008 en Wayback Machine.                                               | 0:0 Archivado el 27 de mayo de 2008 en Wayback Machine.                                               |
| NK Olimpija Ljubljana     | 4:2       | Shelbourne FC              | 1:0 Archivado el 1 de mayo de 2008 en Wayback Machine.                                                | 3:2 Archivado el 1 de mayo de 2008 en Wayback Machine.                                                |
| FK Sarajevo               | 1:4       | FK Sartid                  | 1:1 Archivado el 18 de febrero de 2008 en Wayback Machine.                                            | 0:3 Archivado el 27 de mayo de 2008 en Wayback Machine.                                               |
| FC Atyrau                 | 1:6       | Levski Sofia               | 1:4 Archivado el 28 de mayo de 2008 en Wayback Machine.                                               | 0:2 Archivado el 18 de febrero de 2008 en Wayback Machine.                                            |
| FC Vaduz                  | 0:2       | FC Dnipro Dnipropetrovsk   | 0:1 Archivado el 1 de mayo de 2008 en Wayback Machine.                                                | 0:1 Archivado el 28 de mayo de 2008 en Wayback Machine.                                               |
| Coleraine FC              | 2:6       | UD Leiria                  | 2:1 Archivado el 1 de mayo de 2008 en Wayback Machine.                                                | 0:5 Archivado el 1 de mayo de 2008 en Wayback Machine.                                                |
| Molde FK                  | 6:0       | KÍ Klaksvík                | 2:0 Archivado el 1 de mayo de 2008 en Wayback Machine.                                                | 4:0 Archivado el 27 de mayo de 2008 en Wayback Machine.                                               |
| FK Ventspils              | (v)3:3    | Wisła Płock                | 1:1 Archivado el 28 de mayo de 2008 en Wayback Machine.                                               | 2:2 Archivado el 28 de mayo de 2008 en Wayback Machine.                                               |
| Odense BK                 | 4:1       | FC TVMK Tallinn            | 1:1 Archivado el 28 de mayo de 2008 en Wayback Machine.                                               | 3:0 Archivado el 27 de mayo de 2008 en Wayback Machine.                                               |
| Estrella Roja de Belgrado | 8:2       | FC Nistru Otaci            | 5:0 Archivado el 28 de mayo de 2008 en Wayback Machine.                                               | 3:2 Archivado el 28 de mayo de 2008 en Wayback Machine.                                               |
| MyPa                      | 5:4       | BSC Young Boys             | 3:2 Archivado el 28 de mayo de 2008 en Wayback Machine.                                               | 2:2 Archivado el 28 de mayo de 2008 en Wayback Machine.                                               |

## Primera ronda
| Equipo local ida      | Resultado    | Equipo visitante ida     | Ida                                                                                                   | Vuelta                                                                                                |
| --------------------- | ------------ | ------------------------ | --- | --- |
| Feyenoord Rotterdam   | 3:1          | Kärnten                  | 2:1 Archivado el 27 de mayo de 2008 en Wayback Machine.                                               | 1:0 Archivado el 28 de mayo de 2008 en Wayback Machine.                                               |
| Kaiserslautern        | 1:3          | Teplice                  | 1:2 Archivado el 28 de mayo de 2008 en Wayback Machine.                                               | 0:1 Archivado el 27 de mayo de 2008 en Wayback Machine.                                               |
| Kamen Ingrad          | 0:1          | Schalke 04               | 0:0 Archivado el 28 de mayo de 2008 en Wayback Machine.                                               | 0:1 Archivado el 28 de mayo de 2008 en Wayback Machine.                                               |
| Brøndby IF            | 2:0          | Viktoria Žižkov          | 1:0 Archivado el 27 de mayo de 2008 en Wayback Machine.                                               | 1:0 Archivado el 28 de mayo de 2008 en Wayback Machine.                                               |
| Panionios             | 3:1          | Nordsjælland             | 2:1 Archivado el 28 de mayo de 2008 en Wayback Machine.                                               | 1:0 Archivado el 27 de mayo de 2008 en Wayback Machine.                                               |
| FK Matador Púchov     | 1:9          | Barcelona                | 1:1 Archivado el 28 de mayo de 2008 en Wayback Machine.                                               | 0:8 Archivado el 28 de mayo de 2008 en Wayback Machine.                                               |
| Villarreal            | 3:2          | Trabzonspor              | 0:0 Archivado el 27 de mayo de 2008 en Wayback Machine.                                               | 3:2 Archivado el 18 de febrero de 2008 en Wayback Machine.                                            |
| CSKA Sofia            | 2:2 (2-3 p.) | Torpedo Moscú            | 1:1 Archivado el 18 de febrero de 2008 en Wayback Machine.                                            | 1:1 Archivado el 27 de mayo de 2008 en Wayback Machine.                                               |
| Gaziantepspor         | 1:0          | Hapoel Tel-Aviv FC       | 1:0 Archivado el 27 de mayo de 2008 en Wayback Machine.                                               | 0:0 Archivado el 28 de mayo de 2008 en Wayback Machine.                                               |
| Cementarnica 55       | 0:6          | Racing Lens              | 0:1 Archivado el 28 de mayo de 2008 en Wayback Machine.                                               | 0:5 Archivado el 28 de mayo de 2008 en Wayback Machine.                                               |
| Roma                  | 5:1          | Vardar                   | 4:0 Archivado el 28 de mayo de 2008 en Wayback Machine.                                               | 1:1 Archivado el 28 de mayo de 2008 en Wayback Machine.                                               |
| Grasshopper           | 1:1 (v.)     | Hajduk Split             | 1:1 Archivado el 28 de mayo de 2008 en Wayback Machine.                                               | 0:0 (enlace roto disponible en Internet Archive; véase el historial, la primera versión y la última). |
| Manchester City       | 4:2          | Lokeren                  | 3:2 Archivado el 28 de mayo de 2008 en Wayback Machine.                                               | 1:0 Archivado el 27 de mayo de 2008 en Wayback Machine.                                               |
| Hertha Berlín         | 0:1          | Dyskobolia Grodzisk      | 0:0 Archivado el 27 de mayo de 2008 en Wayback Machine.                                               | 0:1 Archivado el 28 de mayo de 2008 en Wayback Machine.                                               |
| Girondins de Bordeaux | 3:2          | Artmedia Petržalka       | 2:1 Archivado el 18 de febrero de 2008 en Wayback Machine.                                            | 1:1 Archivado el 28 de mayo de 2008 en Wayback Machine.                                               |
| Heart of Midlothian   | 2:0          | Željezničar Sarajevo     | 2:0 Archivado el 28 de mayo de 2008 en Wayback Machine.                                               | 0:0 Archivado el 28 de mayo de 2008 en Wayback Machine.                                               |
| PAOK Salónica         | 3:1          | Lyn Oslo                 | 0:1 Archivado el 27 de mayo de 2008 en Wayback Machine.                                               | 3:0 Archivado el 28 de mayo de 2008 en Wayback Machine.                                               |
| Varteks               | 3:6          | Debreceni                | 1:3 Archivado el 28 de mayo de 2008 en Wayback Machine.                                               | 2:3 Archivado el 28 de mayo de 2008 en Wayback Machine.                                               |
| SV Austria Salzburgo  | (v.) 2:2     | Udinese                  | 0:1 Archivado el 27 de mayo de 2008 en Wayback Machine.                                               | 2:1 Archivado el 18 de febrero de 2008 en Wayback Machine.                                            |
| Metalurg Donetsk      | 1:4          | Parma                    | 1:1 Archivado el 18 de febrero de 2008 en Wayback Machine.                                            | 0:3 Archivado el 28 de mayo de 2008 en Wayback Machine.                                               |
| Gençlerbirliği SK     | 4:2          | Blackburn Rovers         | 3:1 Archivado el 28 de mayo de 2008 en Wayback Machine.                                               | 1:1 Archivado el 27 de mayo de 2008 en Wayback Machine.                                               |
| Sporting de Portugal  | 3:0          | Malmö                    | 2:0 Archivado el 27 de mayo de 2008 en Wayback Machine.                                               | 1:0 Archivado el 18 de febrero de 2008 en Wayback Machine.                                            |
| AIK Solna             | 0:2          | Valencia                 | 0:1 Archivado el 27 de mayo de 2008 en Wayback Machine.                                               | 0:1 Archivado el 28 de mayo de 2008 en Wayback Machine.                                               |
| Maccabi Haifa         | 4:3          | NK Publikum              | 2:1 Archivado el 28 de mayo de 2008 en Wayback Machine.                                               | 2:2 Archivado el 18 de febrero de 2008 en Wayback Machine.                                            |
| Utrecht               | 6:0          | MŠK Žilina               | 2:0 Archivado el 28 de mayo de 2008 en Wayback Machine.                                               | 4:0 Archivado el 28 de mayo de 2008 en Wayback Machine.                                               |
| Auxerre               | 2:0          | Neuchâtel Xamax          | 1:0 Archivado el 28 de mayo de 2008 en Wayback Machine.                                               | 1:0 Archivado el 18 de febrero de 2008 en Wayback Machine.                                            |
| Dundee                | 1:3          | Perugia                  | 1:2 Archivado el 28 de mayo de 2008 en Wayback Machine.                                               | 0:1 Archivado el 27 de mayo de 2008 en Wayback Machine.                                               |
| FC Zimbru Chişinău    | 2:3          | Aris Salónica            | 1:1 Archivado el 27 de mayo de 2008 en Wayback Machine.                                               | 1:2 Archivado el 27 de mayo de 2008 en Wayback Machine.                                               |
| Vålerenga IF          | (v.) 1:1     | Grazer AK                | 0:0 Archivado el 28 de mayo de 2008 en Wayback Machine.                                               | 1:1 Archivado el 18 de febrero de 2008 en Wayback Machine.                                            |
| Wisla Cracovia        | 4:2          | NEC Nijmegen             | 2:1 Archivado el 27 de mayo de 2008 en Wayback Machine.                                               | 2:1 Archivado el 28 de mayo de 2008 en Wayback Machine.                                               |
| Malatyaspor           | 2:3          | Basel                    | 0:2 Archivado el 28 de mayo de 2008 en Wayback Machine.                                               | 2:1 Archivado el 28 de mayo de 2008 en Wayback Machine.(pr)                                           |
| Newcastle United      | 6:0          | NAC Breda                | 5:0 Archivado el 27 de mayo de 2008 en Wayback Machine.                                               | 1:0 Archivado el 28 de mayo de 2008 en Wayback Machine.                                               |
| Spartak Moscú         | 3:1          | Esbjerg fB               | 2:0 Archivado el 27 de mayo de 2008 en Wayback Machine.                                               | 1:1 Archivado el 28 de mayo de 2008 en Wayback Machine.                                               |
| Dinamo Bucarest       | 5:2          | Shakhtar Donetsk         | 2:0 Archivado el 28 de mayo de 2008 en Wayback Machine.                                               | 3:2 Archivado el 28 de mayo de 2008 en Wayback Machine.                                               |
| Ferencvárosi          | 2:2 (2-3 p.) | Copenhague               | 1:1 Archivado el 28 de mayo de 2008 en Wayback Machine.                                               | 1:1 Archivado el 27 de mayo de 2008 en Wayback Machine.                                               |
| APOEL Nicosia         | 3:6          | RCD Mallorca             | 1:2 Archivado el 28 de mayo de 2008 en Wayback Machine.                                               | 2:4 Archivado el 28 de mayo de 2008 en Wayback Machine.                                               |
| Southampton           | 1:2          | Steaua Bucarest          | 1:1 Archivado el 27 de mayo de 2008 en Wayback Machine.                                               | 0:1 Archivado el 28 de mayo de 2008 en Wayback Machine.                                               |
| Olimpija Ljubljana    | 1:4          | Liverpool                | 1:1 Archivado el 28 de mayo de 2008 en Wayback Machine.                                               | 0:3 Archivado el 28 de mayo de 2008 en Wayback Machine.                                               |
| FK Sartid             | 2:4          | Slavia Praga             | 1:2 Archivado el 18 de febrero de 2008 en Wayback Machine.                                            | 1:2 Archivado el 28 de mayo de 2008 en Wayback Machine.                                               |
| Hapoel Ramat Gan      | 0:5          | Levski Sofia             | 0:1 Archivado el 28 de mayo de 2008 en Wayback Machine.                                               | 0:4 Archivado el 28 de mayo de 2008 en Wayback Machine.                                               |
| Dinamo Zagreb         | 3:1          | MTK Hungária FC          | 3:1 (enlace roto disponible en Internet Archive; véase el historial, la primera versión y la última). | 0:0 Archivado el 27 de mayo de 2008 en Wayback Machine.                                               |
| Hamburgo              | 2:4          | FC Dnipro Dnipropetrovsk | 2:1 Archivado el 18 de febrero de 2008 en Wayback Machine.                                            | 0:3 Archivado el 27 de mayo de 2008 en Wayback Machine.                                               |
| Louviere              | 1:2          | Benfica                  | 1:1 Archivado el 27 de mayo de 2008 en Wayback Machine.                                               | 0:1 Archivado el 28 de mayo de 2008 en Wayback Machine.                                               |
| Leiria                | 2:3          | Molde                    | 1:0 Archivado el 29 de julio de 2009 en Wayback Machine.                                              | 1:3 Archivado el 27 de mayo de 2008 en Wayback Machine.                                               |
| Ventspils             | 1:10         | Rosenborg                | 1:4 Archivado el 27 de mayo de 2008 en Wayback Machine.                                               | 0:6 Archivado el 28 de mayo de 2008 en Wayback Machine.                                               |
| Odense BK             | 5:6          | Estrella Roja            | 2:2 Archivado el 28 de mayo de 2008 en Wayback Machine.                                               | 3:4 Archivado el 28 de mayo de 2008 en Wayback Machine.                                               |
| Austria Viena         | 1:3          | Borussia Dortmund        | 1:2 Archivado el 28 de mayo de 2008 en Wayback Machine.                                               | 0:1 Archivado el 28 de mayo de 2008 en Wayback Machine.                                               |
| MyPa                  | 0:3          | Sochaux                  | 0:1 Archivado el 27 de mayo de 2008 en Wayback Machine.                                               | 0:2 Archivado el 28 de mayo de 2008 en Wayback Machine.                                               |

## Segunda ronda
| Equipo local ida      | Resultado    | Equipo visitante ida  | Ida                                                                                                   | Vuelta                                                                                                |
| --------------------- | ------------ | --------------------- | --- | --- |
| Feyenoord Rotterdam   | 1:3          | FK Teplice            | 0:2 (enlace roto disponible en Internet Archive; véase el historial, la primera versión y la última). | 1:1 (enlace roto disponible en Internet Archive; véase el historial, la primera versión y la última). |
| Schalke 04            | 3:3 (1-3 p.) | Brøndby IF            | 2:1 (enlace roto disponible en Internet Archive; véase el historial, la primera versión y la última). | 1:2 (enlace roto disponible en Internet Archive; véase el historial, la primera versión y la última). |
| Panionios             | 0:5          | Barcelona             | 0:3 (enlace roto disponible en Internet Archive; véase el historial, la primera versión y la última). | 0:2 (enlace roto disponible en Internet Archive; véase el historial, la primera versión y la última). |
| Villarreal            | 2:1          | Torpedo Moscú         | 2:0 Archivado el 10 de diciembre de 2008 en Wayback Machine.                                          | 0:1 Archivado el 10 de diciembre de 2008 en Wayback Machine.                                          |
| Gaziantepspor         | 6:1          | Racing Lens           | 3:0 (enlace roto disponible en Internet Archive; véase el historial, la primera versión y la última). | 3:1 (enlace roto disponible en Internet Archive; véase el historial, la primera versión y la última). |
| Roma                  | 2:1          | Hajduk Split          | 1:0 (enlace roto disponible en Internet Archive; véase el historial, la primera versión y la última). | 1:1 (enlace roto disponible en Internet Archive; véase el historial, la primera versión y la última). |
| Manchester City       | 1:1 (v.)     | Dyskobolia Grodzisk   | 1:1 Archivado el 10 de diciembre de 2008 en Wayback Machine.                                          | 0:0 (enlace roto disponible en Internet Archive; véase el historial, la primera versión y la última). |
| Girondins de Bordeaux | 2:1          | Heart of Midlothian   | 0:1 (enlace roto disponible en Internet Archive; véase el historial, la primera versión y la última). | 2:0 (enlace roto disponible en Internet Archive; véase el historial, la primera versión y la última). |
| PAOK Salónica         | 1:1 (v.)     | Debreceni             | 1:1 (enlace roto disponible en Internet Archive; véase el historial, la primera versión y la última). | 0:0 (enlace roto disponible en Internet Archive; véase el historial, la primera versión y la última). |
| SV Austria Salzburgo  | 0:9          | Parma                 | 0:4 (enlace roto disponible en Internet Archive; véase el historial, la primera versión y la última). | 0:5 (enlace roto disponible en Internet Archive; véase el historial, la primera versión y la última). |
| Gençlerbirliği SK     | 4:1          | Sporting de Lisboa    | 1:1 (enlace roto disponible en Internet Archive; véase el historial, la primera versión y la última). | 3:0 (enlace roto disponible en Internet Archive; véase el historial, la primera versión y la última). |
| Valencia              | 4:0          | Maccabi Haifa         | 0:0 (enlace roto disponible en Internet Archive; véase el historial, la primera versión y la última). | 4:0 Archivado el 10 de diciembre de 2008 en Wayback Machine.                                          |
| Utrecht               | 0:4          | Auxerre               | 0:0 (enlace roto disponible en Internet Archive; véase el historial, la primera versión y la última). | 0:4 (enlace roto disponible en Internet Archive; véase el historial, la primera versión y la última). |
| Perugia               | 3:1          | Aris Salónica         | 2:0 (enlace roto disponible en Internet Archive; véase el historial, la primera versión y la última). | 1:1 (enlace roto disponible en Internet Archive; véase el historial, la primera versión y la última). |
| Vålerenga IF          | (4-3 p.) 0:0 | Wisła Cracovia        | 0:0 (enlace roto disponible en Internet Archive; véase el historial, la primera versión y la última). | 0:0 (enlace roto disponible en Internet Archive; véase el historial, la primera versión y la última). |
| Basel                 | 2:4          | Newcastle United      | 2:3 (enlace roto disponible en Internet Archive; véase el historial, la primera versión y la última). | 0:1 (enlace roto disponible en Internet Archive; véase el historial, la primera versión y la última). |
| Spartak de Moscú      | 5:3          | Dinamo de Bucarest    | 4:0 (enlace roto disponible en Internet Archive; véase el historial, la primera versión y la última). | 1:3 (enlace roto disponible en Internet Archive; véase el historial, la primera versión y la última). |
| Copenhague            | 2:3          | Mallorca              | 1:2 Archivado el 10 de diciembre de 2008 en Wayback Machine.                                          | 1:1 (enlace roto disponible en Internet Archive; véase el historial, la primera versión y la última). |
| Steaua de Bucarest    | 1:2          | Liverpool             | 1:1 (enlace roto disponible en Internet Archive; véase el historial, la primera versión y la última). | 0:1 (enlace roto disponible en Internet Archive; véase el historial, la primera versión y la última). |
| Slavia Praga          | 2:2 (v.)     | Levski Sofia          | 2:2 (enlace roto disponible en Internet Archive; véase el historial, la primera versión y la última). | 0:0 (enlace roto disponible en Internet Archive; véase el historial, la primera versión y la última). |
| Dinamo Zagreb         | 1:3          | Dnipro Dnipropetrovsk | 0:2 (enlace roto disponible en Internet Archive; véase el historial, la primera versión y la última). | 1:1 (enlace roto disponible en Internet Archive; véase el historial, la primera versión y la última). |
| Benfica               | 5:1          | Molde FK              | 3:1 (enlace roto disponible en Internet Archive; véase el historial, la primera versión y la última). | 2:0 (enlace roto disponible en Internet Archive; véase el historial, la primera versión y la última). |
| Rosenborg BK          | 1:0          | Estrella Roja         | 0:0 (enlace roto disponible en Internet Archive; véase el historial, la primera versión y la última). | 1:0 (enlace roto disponible en Internet Archive; véase el historial, la primera versión y la última). |
| Borussia Dortmund     | 2:6          | Sochaux               | 2:2 (enlace roto disponible en Internet Archive; véase el historial, la primera versión y la última). | 0:4 (enlace roto disponible en Internet Archive; véase el historial, la primera versión y la última). |

## Dieciseisavos de final
| Equipo local ida      | Resultado | Equipo visitante ida  | Ida                                                                                                   | Vuelta                                                                                                |
| --------------------- | --------- | --------------------- | --- | --- |
| Celtic                | 3:1       | Teplice               | 3:0 (enlace roto disponible en Internet Archive; véase el historial, la primera versión y la última). | 0:1 (enlace roto disponible en Internet Archive; véase el historial, la primera versión y la última). |
| Brøndby IF            | 1:3       | Barcelona             | 0:1 (enlace roto disponible en Internet Archive; véase el historial, la primera versión y la última). | 1:2 Archivado el 10 de diciembre de 2008 en Wayback Machine.                                          |
| Galatasaray           | 2:5       | Villarreal            | 2:2 Archivado el 17 de enero de 2010 en Wayback Machine.                                              | 0:3 Archivado el 17 de enero de 2010 en Wayback Machine.                                              |
| Gaziantepspor         | 1:2       | Roma                  | 1:0 Archivado el 17 de enero de 2010 en Wayback Machine.                                              | 0:2 Archivado el 11 de enero de 2010 en Wayback Machine.                                              |
| Dyskobolia Grodzisk   | 1:5       | Girondins de Bordeaux | 0:1 (enlace roto disponible en Internet Archive; véase el historial, la primera versión y la última). | 1:4 (enlace roto disponible en Internet Archive; véase el historial, la primera versión y la última). |
| Brujas                | 1:0       | Debreceni             | 1:0 (enlace roto disponible en Internet Archive; véase el historial, la primera versión y la última). | 0:0 (enlace roto disponible en Internet Archive; véase el historial, la primera versión y la última). |
| Parma                 | 0:4       | Gençlerbirliği        | 0:1 (enlace roto disponible en Internet Archive; véase el historial, la primera versión y la última). | 0:3 (enlace roto disponible en Internet Archive; véase el historial, la primera versión y la última). |
| Valencia              | 5:2       | Beşiktaş              | 3:2 (enlace roto disponible en Internet Archive; véase el historial, la primera versión y la última). | 2:0 (enlace roto disponible en Internet Archive; véase el historial, la primera versión y la última). |
| Auxerre               | 1:0       | Panathinaikos         | 0:0 (enlace roto disponible en Internet Archive; véase el historial, la primera versión y la última). | 1:0 Archivado el 11 de enero de 2010 en Wayback Machine.                                              |
| Perugia               | 1:3       | PSV Eindhoven         | 0:0 (enlace roto disponible en Internet Archive; véase el historial, la primera versión y la última). | 1:3 Archivado el 17 de enero de 2010 en Wayback Machine.                                              |
| Vålerenga IF          | 2:4       | Newcastle United      | 1:1 (enlace roto disponible en Internet Archive; véase el historial, la primera versión y la última). | 1:3 Archivado el 14 de enero de 2010 en Wayback Machine.                                              |
| Spartak Moscú         | 1:3       | Mallorca              | 0:3 (enlace roto disponible en Internet Archive; véase el historial, la primera versión y la última). | 1:0 Archivado el 17 de enero de 2010 en Wayback Machine.                                              |
| Liverpool             | 6:2       | Levski Sofia          | 2:0 (enlace roto disponible en Internet Archive; véase el historial, la primera versión y la última). | 4:2 (enlace roto disponible en Internet Archive; véase el historial, la primera versión y la última). |
| Olympique de Marsella | 1:0       | Dnipro Dnipropetrovsk | 1:0 (enlace roto disponible en Internet Archive; véase el historial, la primera versión y la última). | 0:0 (enlace roto disponible en Internet Archive; véase el historial, la primera versión y la última). |
| Benfica               | (v.) 2:2  | Rosenborg             | 1:0 (enlace roto disponible en Internet Archive; véase el historial, la primera versión y la última). | 1:2 (enlace roto disponible en Internet Archive; véase el historial, la primera versión y la última). |
| Sochaux               | 2:2 (v.)  | Internazionale        | 2:2 (enlace roto disponible en Internet Archive; véase el historial, la primera versión y la última). | 0:0 (enlace roto disponible en Internet Archive; véase el historial, la primera versión y la última). |

## Rondas finales
|  | Dieciseisavos de final                                  | Dieciseisavos de final                                  | Dieciseisavos de final                                  | Dieciseisavos de final                                  |   |                      | Octavos de final                                       | Octavos de final                                       | Octavos de final                                       | Octavos de final                                       |  |                       | Cuartos de final                                      | Cuartos de final                                      | Cuartos de final                                      | Cuartos de final                                      |  |                  | Semifinales                                          | Semifinales                                          | Semifinales                                          | Semifinales                                          |  |          | Final                                         | Final                                         |  |
|  | 26 de febrero de 2004 (ida) 3 de marzo de 2004 (vuelta) | 26 de febrero de 2004 (ida) 3 de marzo de 2004 (vuelta) | 26 de febrero de 2004 (ida) 3 de marzo de 2004 (vuelta) | 26 de febrero de 2004 (ida) 3 de marzo de 2004 (vuelta) |   |                      | 11 de marzo de 2004 (ida) 25 de marzo de 2004 (vuelta) | 11 de marzo de 2004 (ida) 25 de marzo de 2004 (vuelta) | 11 de marzo de 2004 (ida) 25 de marzo de 2004 (vuelta) | 11 de marzo de 2004 (ida) 25 de marzo de 2004 (vuelta) |  |                       | 8 de abril de 2004 (ida) 14 de abril de 2004 (vuelta) | 8 de abril de 2004 (ida) 14 de abril de 2004 (vuelta) | 8 de abril de 2004 (ida) 14 de abril de 2004 (vuelta) | 8 de abril de 2004 (ida) 14 de abril de 2004 (vuelta) |  |                  | 22 de abril de 2004 (ida) 6 de mayo de 2004 (vuelta) | 22 de abril de 2004 (ida) 6 de mayo de 2004 (vuelta) | 22 de abril de 2004 (ida) 6 de mayo de 2004 (vuelta) | 22 de abril de 2004 (ida) 6 de mayo de 2004 (vuelta) |  |          | 19 de mayo de 2004 Estadio Ullevi, Gotemburgo | 19 de mayo de 2004 Estadio Ullevi, Gotemburgo |  |
|  |                                                         |                                                         |                                                         |                                                         |   |                      |                                                        |                                                        |                                                        |                                                        |  |                       |                                                       |                                                       |                                                       |                                                       |  |                  |                                                      |                                                      |                                                      |                                                      |  |          |                                               |                                               |  |
|  |                                                         |                                                         |                                                         |                                                         |   |                      |                                                        |                                                        |                                                        |                                                        |  |                       |                                                       |                                                       |                                                       |                                                       |  |                  |                                                      |                                                      |                                                      |                                                      |  |          |                                               |                                               |  |
|  | Celtic                                                  | 3                                                       | 0                                                       | 3                                                       |   |                      |                                                        |                                                        |                                                        |                                                        |  |                       |                                                       |                                                       |                                                       |                                                       |  |                  |                                                      |                                                      |                                                      |                                                      |  |          |                                               |                                               |  |
|  | Celtic                                                  | 3                                                       | 0                                                       | 3                                                       |   |                      |                                                        |                                                        |                                                        |                                                        |  |                       |                                                       |                                                       |                                                       |                                                       |  |                  |                                                      |                                                      |                                                      |                                                      |  |          |                                               |                                               |  |
|  | Teplice                                                 | 0                                                       | 1                                                       | 1                                                       |   |                      |                                                        |                                                        |                                                        |                                                        |  |                       |                                                       |                                                       |                                                       |                                                       |  |                  |                                                      |                                                      |                                                      |                                                      |  |          |                                               |                                               |  |
|  | Teplice                                                 | 0                                                       | 1                                                       | 1                                                       |   | Celtic               | 1                                                      | 0                                                      | 1                                                      |                                                        |  |                       |                                                       |                                                       |                                                       |                                                       |  |                  |                                                      |                                                      |                                                      |                                                      |  |          |                                               |                                               |  |
|  |                                                         |                                                         |                                                         |                                                         |   | Celtic               | 1                                                      | 0                                                      | 1                                                      |                                                        |  |                       |                                                       |                                                       |                                                       |                                                       |  |                  |                                                      |                                                      |                                                      |                                                      |  |          |                                               |                                               |  |
|  |                                                         |                                                         | Barcelona                                               | 0                                                       | 0 | 0                    |                                                        |                                                        |                                                        |                                                        |  |                       |                                                       |                                                       |                                                       |                                                       |  |                  |                                                      |                                                      |                                                      |                                                      |  |          |                                               |                                               |  |
|  | Brøndby                                                 | 0                                                       | Barcelona                                               | 0                                                       | 0 | 0                    | 1                                                      | 1                                                      |                                                        |                                                        |  |                       |                                                       |                                                       |                                                       |                                                       |  |                  |                                                      |                                                      |                                                      |                                                      |  |          |                                               |                                               |  |
|  | Brøndby                                                 | 0                                                       |                                                         |                                                         |   |                      |                                                        |                                                        |                                                        |                                                        |  |                       |                                                       |                                                       |                                                       |                                                       |  |                  |                                                      |                                                      |                                                      |                                                      |  |          |                                               |                                               |  |
|  | Barcelona                                               | 1                                                       | 2                                                       | 3                                                       |   |                      |                                                        |                                                        |                                                        |                                                        |  |                       |                                                       |                                                       |                                                       |                                                       |  |                  |                                                      |                                                      |                                                      |                                                      |  |          |                                               |                                               |  |
|  | Barcelona                                               | 1                                                       | 2                                                       | 3                                                       |   |                      |                                                        |                                                        |                                                        |                                                        |  | Celtic                | 1                                                     | 0                                                     | 1                                                     |                                                       |  |                  |                                                      |                                                      |                                                      |                                                      |  |          |                                               |                                               |  |
|  |                                                         |                                                         |                                                         |                                                         |   |                      |                                                        |                                                        |                                                        |                                                        |  | Celtic                | 1                                                     | 0                                                     | 1                                                     |                                                       |  |                  |                                                      |                                                      |                                                      |                                                      |  |          |                                               |                                               |  |
|  |                                                         |                                                         | Villarreal                                              | 1                                                       | 2 | 3                    |                                                        |                                                        |                                                        |                                                        |  |                       |                                                       |                                                       |                                                       |                                                       |  |                  |                                                      |                                                      |                                                      |                                                      |  |          |                                               |                                               |  |
|  | Galatasaray                                             | 2                                                       | Villarreal                                              | 1                                                       | 2 | 3                    | 0                                                      | 2                                                      |                                                        |                                                        |  |                       |                                                       |                                                       |                                                       |                                                       |  |                  |                                                      |                                                      |                                                      |                                                      |  |          |                                               |                                               |  |
|  | Galatasaray                                             | 2                                                       |                                                         |                                                         |   |                      |                                                        |                                                        |                                                        |                                                        |  |                       |                                                       |                                                       |                                                       |                                                       |  |                  |                                                      |                                                      |                                                      |                                                      |  |          |                                               |                                               |  |
|  | Villarreal                                              | 2                                                       | 3                                                       | 5                                                       |   |                      |                                                        |                                                        |                                                        |                                                        |  |                       |                                                       |                                                       |                                                       |                                                       |  |                  |                                                      |                                                      |                                                      |                                                      |  |          |                                               |                                               |  |
|  | Villarreal                                              | 2                                                       | 3                                                       | 5                                                       |   | Villarreal           | 2                                                      | 1                                                      | 3                                                      |                                                        |  |                       |                                                       |                                                       |                                                       |                                                       |  |                  |                                                      |                                                      |                                                      |                                                      |  |          |                                               |                                               |  |
|  |                                                         |                                                         |                                                         |                                                         |   | Villarreal           | 2                                                      | 1                                                      | 3                                                      |                                                        |  |                       |                                                       |                                                       |                                                       |                                                       |  |                  |                                                      |                                                      |                                                      |                                                      |  |          |                                               |                                               |  |
|  |                                                         |                                                         | Roma                                                    | 0                                                       | 2 | 2                    |                                                        |                                                        |                                                        |                                                        |  |                       |                                                       |                                                       |                                                       |                                                       |  |                  |                                                      |                                                      |                                                      |                                                      |  |          |                                               |                                               |  |
|  | Gaziantepspor                                           | 1                                                       | Roma                                                    | 0                                                       | 2 | 2                    | 0                                                      | 1                                                      |                                                        |                                                        |  |                       |                                                       |                                                       |                                                       |                                                       |  |                  |                                                      |                                                      |                                                      |                                                      |  |          |                                               |                                               |  |
|  | Gaziantepspor                                           | 1                                                       |                                                         |                                                         |   |                      |                                                        |                                                        |                                                        |                                                        |  |                       |                                                       |                                                       |                                                       |                                                       |  |                  |                                                      |                                                      |                                                      |                                                      |  |          |                                               |                                               |  |
|  | Roma                                                    | 0                                                       | 2                                                       | 2                                                       |   |                      |                                                        |                                                        |                                                        |                                                        |  |                       |                                                       |                                                       |                                                       |                                                       |  |                  |                                                      |                                                      |                                                      |                                                      |  |          |                                               |                                               |  |
|  | Roma                                                    | 0                                                       | 2                                                       | 2                                                       |   |                      |                                                        |                                                        |                                                        |                                                        |  |                       |                                                       |                                                       |                                                       |                                                       |  | Villarreal       | 0                                                    | 0                                                    | 0                                                    |                                                      |  |          |                                               |                                               |  |
|  |                                                         |                                                         |                                                         |                                                         |   |                      |                                                        |                                                        |                                                        |                                                        |  |                       |                                                       |                                                       |                                                       |                                                       |  | Villarreal       | 0                                                    | 0                                                    | 0                                                    |                                                      |  |          |                                               |                                               |  |
|  |                                                         |                                                         | Valencia                                                | 0                                                       | 1 | 1                    |                                                        |                                                        |                                                        |                                                        |  |                       |                                                       |                                                       |                                                       |                                                       |  |                  |                                                      |                                                      |                                                      |                                                      |  |          |                                               |                                               |  |
|  | Dyskobolia Grodzisk                                     | 0                                                       | Valencia                                                | 0                                                       | 1 | 1                    | 1                                                      | 1                                                      |                                                        |                                                        |  |                       |                                                       |                                                       |                                                       |                                                       |  |                  |                                                      |                                                      |                                                      |                                                      |  |          |                                               |                                               |  |
|  | Dyskobolia Grodzisk                                     | 0                                                       |                                                         |                                                         |   |                      |                                                        |                                                        |                                                        |                                                        |  |                       |                                                       |                                                       |                                                       |                                                       |  |                  |                                                      |                                                      |                                                      |                                                      |  |          |                                               |                                               |  |
|  | Girondins de Burdeos                                    | 1                                                       | 4                                                       | 5                                                       |   |                      |                                                        |                                                        |                                                        |                                                        |  |                       |                                                       |                                                       |                                                       |                                                       |  |                  |                                                      |                                                      |                                                      |                                                      |  |          |                                               |                                               |  |
|  | Girondins de Burdeos                                    | 1                                                       | 4                                                       | 5                                                       |   | Girondins de Burdeos | 3                                                      | 1                                                      | 4                                                      |                                                        |  |                       |                                                       |                                                       |                                                       |                                                       |  |                  |                                                      |                                                      |                                                      |                                                      |  |          |                                               |                                               |  |
|  |                                                         |                                                         |                                                         |                                                         |   | Girondins de Burdeos | 3                                                      | 1                                                      | 4                                                      |                                                        |  |                       |                                                       |                                                       |                                                       |                                                       |  |                  |                                                      |                                                      |                                                      |                                                      |  |          |                                               |                                               |  |
|  |                                                         |                                                         | Brujas                                                  | 1                                                       | 0 | 1                    |                                                        |                                                        |                                                        |                                                        |  |                       |                                                       |                                                       |                                                       |                                                       |  |                  |                                                      |                                                      |                                                      |                                                      |  |          |                                               |                                               |  |
|  | Brujas                                                  | 1                                                       | Brujas                                                  | 1                                                       | 0 | 1                    | 0                                                      | 1                                                      |                                                        |                                                        |  |                       |                                                       |                                                       |                                                       |                                                       |  |                  |                                                      |                                                      |                                                      |                                                      |  |          |                                               |                                               |  |
|  | Brujas                                                  | 1                                                       |                                                         |                                                         |   |                      |                                                        |                                                        |                                                        |                                                        |  |                       |                                                       |                                                       |                                                       |                                                       |  |                  |                                                      |                                                      |                                                      |                                                      |  |          |                                               |                                               |  |
|  | Debreceni                                               | 0                                                       | 0                                                       | 0                                                       |   |                      |                                                        |                                                        |                                                        |                                                        |  |                       |                                                       |                                                       |                                                       |                                                       |  |                  |                                                      |                                                      |                                                      |                                                      |  |          |                                               |                                               |  |
|  | Debreceni                                               | 0                                                       | 0                                                       | 0                                                       |   |                      |                                                        |                                                        |                                                        |                                                        |  | Girondins de Burdeos  | 1                                                     | 1                                                     | 2                                                     |                                                       |  |                  |                                                      |                                                      |                                                      |                                                      |  |          |                                               |                                               |  |
|  |                                                         |                                                         |                                                         |                                                         |   |                      |                                                        |                                                        |                                                        |                                                        |  | Girondins de Burdeos  | 1                                                     | 1                                                     | 2                                                     |                                                       |  |                  |                                                      |                                                      |                                                      |                                                      |  |          |                                               |                                               |  |
|  |                                                         |                                                         | Valencia                                                | 2                                                       | 2 | 4                    |                                                        |                                                        |                                                        |                                                        |  |                       |                                                       |                                                       |                                                       |                                                       |  |                  |                                                      |                                                      |                                                      |                                                      |  |          |                                               |                                               |  |
|  | Parma                                                   | 0                                                       | Valencia                                                | 2                                                       | 2 | 4                    | 0                                                      | 0                                                      |                                                        |                                                        |  |                       |                                                       |                                                       |                                                       |                                                       |  |                  |                                                      |                                                      |                                                      |                                                      |  |          |                                               |                                               |  |
|  | Parma                                                   | 0                                                       |                                                         |                                                         |   |                      |                                                        |                                                        |                                                        |                                                        |  |                       |                                                       |                                                       |                                                       |                                                       |  |                  |                                                      |                                                      |                                                      |                                                      |  |          |                                               |                                               |  |
|  | Gençlerbirliği                                          | 1                                                       | 3                                                       | 4                                                       |   |                      |                                                        |                                                        |                                                        |                                                        |  |                       |                                                       |                                                       |                                                       |                                                       |  |                  |                                                      |                                                      |                                                      |                                                      |  |          |                                               |                                               |  |
|  | Gençlerbirliği                                          | 1                                                       | 3                                                       | 4                                                       |   | Gençlerbirliği       | 1                                                      | 0                                                      | 1                                                      |                                                        |  |                       |                                                       |                                                       |                                                       |                                                       |  |                  |                                                      |                                                      |                                                      |                                                      |  |          |                                               |                                               |  |
|  |                                                         |                                                         |                                                         |                                                         |   | Gençlerbirliği       | 1                                                      | 0                                                      | 1                                                      |                                                        |  |                       |                                                       |                                                       |                                                       |                                                       |  |                  |                                                      |                                                      |                                                      |                                                      |  |          |                                               |                                               |  |
|  |                                                         |                                                         | Valencia (t. s.)                                        | 0                                                       | 2 | 2                    |                                                        |                                                        |                                                        |                                                        |  |                       |                                                       |                                                       |                                                       |                                                       |  |                  |                                                      |                                                      |                                                      |                                                      |  |          |                                               |                                               |  |
|  | Valencia                                                | 3                                                       | Valencia (t. s.)                                        | 0                                                       | 2 | 2                    | 2                                                      | 5                                                      |                                                        |                                                        |  |                       |                                                       |                                                       |                                                       |                                                       |  |                  |                                                      |                                                      |                                                      |                                                      |  |          |                                               |                                               |  |
|  | Valencia                                                | 3                                                       |                                                         |                                                         |   |                      |                                                        |                                                        |                                                        |                                                        |  |                       |                                                       |                                                       |                                                       |                                                       |  |                  |                                                      |                                                      |                                                      |                                                      |  |          |                                               |                                               |  |
|  | Beşiktaş                                                | 2                                                       | 0                                                       | 2                                                       |   |                      |                                                        |                                                        |                                                        |                                                        |  |                       |                                                       |                                                       |                                                       |                                                       |  |                  |                                                      |                                                      |                                                      |                                                      |  |          |                                               |                                               |  |
|  | Beşiktaş                                                | 2                                                       | 0                                                       | 2                                                       |   |                      |                                                        |                                                        |                                                        |                                                        |  |                       |                                                       |                                                       |                                                       |                                                       |  |                  |                                                      |                                                      |                                                      |                                                      |  | Valencia | 2                                             |                                               |  |
|  |                                                         |                                                         |                                                         |                                                         |   |                      |                                                        |                                                        |                                                        |                                                        |  |                       |                                                       |                                                       |                                                       |                                                       |  |                  |                                                      |                                                      |                                                      |                                                      |  | Valencia | 2                                             |                                               |  |
|  |                                                         |                                                         | Olympique de Marsella                                   | 0                                                       |   |                      |                                                        |                                                        |                                                        |                                                        |  |                       |                                                       |                                                       |                                                       |                                                       |  |                  |                                                      |                                                      |                                                      |                                                      |  |          |                                               |                                               |  |
|  | Auxerre                                                 | 0                                                       | Olympique de Marsella                                   | 0                                                       | 1 | 1                    |                                                        |                                                        |                                                        |                                                        |  |                       |                                                       |                                                       |                                                       |                                                       |  |                  |                                                      |                                                      |                                                      |                                                      |  |          |                                               |                                               |  |
|  | Auxerre                                                 | 0                                                       |                                                         |                                                         |   |                      |                                                        |                                                        |                                                        |                                                        |  |                       |                                                       |                                                       |                                                       |                                                       |  |                  |                                                      |                                                      |                                                      |                                                      |  |          |                                               |                                               |  |
|  | Panathinaikos                                           | 0                                                       | 0                                                       | 0                                                       |   |                      |                                                        |                                                        |                                                        |                                                        |  |                       |                                                       |                                                       |                                                       |                                                       |  |                  |                                                      |                                                      |                                                      |                                                      |  |          |                                               |                                               |  |
|  | Panathinaikos                                           | 0                                                       | 0                                                       | 0                                                       |   | Auxerre              | 1                                                      | 0                                                      | 1                                                      |                                                        |  |                       |                                                       |                                                       |                                                       |                                                       |  |                  |                                                      |                                                      |                                                      |                                                      |  |          |                                               |                                               |  |
|  |                                                         |                                                         |                                                         |                                                         |   | Auxerre              | 1                                                      | 0                                                      | 1                                                      |                                                        |  |                       |                                                       |                                                       |                                                       |                                                       |  |                  |                                                      |                                                      |                                                      |                                                      |  |          |                                               |                                               |  |
|  |                                                         |                                                         | PSV Eindhoven                                           | 1                                                       | 3 | 4                    |                                                        |                                                        |                                                        |                                                        |  |                       |                                                       |                                                       |                                                       |                                                       |  |                  |                                                      |                                                      |                                                      |                                                      |  |          |                                               |                                               |  |
|  | Perugia                                                 | 0                                                       | PSV Eindhoven                                           | 1                                                       | 3 | 4                    | 1                                                      | 1                                                      |                                                        |                                                        |  |                       |                                                       |                                                       |                                                       |                                                       |  |                  |                                                      |                                                      |                                                      |                                                      |  |          |                                               |                                               |  |
|  | Perugia                                                 | 0                                                       |                                                         |                                                         |   |                      |                                                        |                                                        |                                                        |                                                        |  |                       |                                                       |                                                       |                                                       |                                                       |  |                  |                                                      |                                                      |                                                      |                                                      |  |          |                                               |                                               |  |
|  | PSV Eindhoven                                           | 0                                                       | 3                                                       | 3                                                       |   |                      |                                                        |                                                        |                                                        |                                                        |  |                       |                                                       |                                                       |                                                       |                                                       |  |                  |                                                      |                                                      |                                                      |                                                      |  |          |                                               |                                               |  |
|  | PSV Eindhoven                                           | 0                                                       | 3                                                       | 3                                                       |   |                      |                                                        |                                                        |                                                        |                                                        |  | PSV Eindhoven         | 1                                                     | 1                                                     | 2                                                     |                                                       |  |                  |                                                      |                                                      |                                                      |                                                      |  |          |                                               |                                               |  |
|  |                                                         |                                                         |                                                         |                                                         |   |                      |                                                        |                                                        |                                                        |                                                        |  | PSV Eindhoven         | 1                                                     | 1                                                     | 2                                                     |                                                       |  |                  |                                                      |                                                      |                                                      |                                                      |  |          |                                               |                                               |  |
|  |                                                         |                                                         | Newcastle United                                        | 1                                                       | 2 | 3                    |                                                        |                                                        |                                                        |                                                        |  |                       |                                                       |                                                       |                                                       |                                                       |  |                  |                                                      |                                                      |                                                      |                                                      |  |          |                                               |                                               |  |
|  | Vålerenga                                               | 1                                                       | Newcastle United                                        | 1                                                       | 2 | 3                    | 1                                                      | 2                                                      |                                                        |                                                        |  |                       |                                                       |                                                       |                                                       |                                                       |  |                  |                                                      |                                                      |                                                      |                                                      |  |          |                                               |                                               |  |
|  | Vålerenga                                               | 1                                                       |                                                         |                                                         |   |                      |                                                        |                                                        |                                                        |                                                        |  |                       |                                                       |                                                       |                                                       |                                                       |  |                  |                                                      |                                                      |                                                      |                                                      |  |          |                                               |                                               |  |
|  | Newcastle United                                        | 1                                                       | 3                                                       | 4                                                       |   |                      |                                                        |                                                        |                                                        |                                                        |  |                       |                                                       |                                                       |                                                       |                                                       |  |                  |                                                      |                                                      |                                                      |                                                      |  |          |                                               |                                               |  |
|  | Newcastle United                                        | 1                                                       | 3                                                       | 4                                                       |   | Newcastle United     | 4                                                      | 3                                                      | 7                                                      |                                                        |  |                       |                                                       |                                                       |                                                       |                                                       |  |                  |                                                      |                                                      |                                                      |                                                      |  |          |                                               |                                               |  |
|  |                                                         |                                                         |                                                         |                                                         |   | Newcastle United     | 4                                                      | 3                                                      | 7                                                      |                                                        |  |                       |                                                       |                                                       |                                                       |                                                       |  |                  |                                                      |                                                      |                                                      |                                                      |  |          |                                               |                                               |  |
|  |                                                         |                                                         | Mallorca                                                | 1                                                       | 0 | 1                    |                                                        |                                                        |                                                        |                                                        |  |                       |                                                       |                                                       |                                                       |                                                       |  |                  |                                                      |                                                      |                                                      |                                                      |  |          |                                               |                                               |  |
|  | Spartak de Moscú                                        | 0                                                       | Mallorca                                                | 1                                                       | 0 | 1                    | 1                                                      | 1                                                      |                                                        |                                                        |  |                       |                                                       |                                                       |                                                       |                                                       |  |                  |                                                      |                                                      |                                                      |                                                      |  |          |                                               |                                               |  |
|  | Spartak de Moscú                                        | 0                                                       |                                                         |                                                         |   |                      |                                                        |                                                        |                                                        |                                                        |  |                       |                                                       |                                                       |                                                       |                                                       |  |                  |                                                      |                                                      |                                                      |                                                      |  |          |                                               |                                               |  |
|  | Mallorca                                                | 3                                                       | 0                                                       | 3                                                       |   |                      |                                                        |                                                        |                                                        |                                                        |  |                       |                                                       |                                                       |                                                       |                                                       |  |                  |                                                      |                                                      |                                                      |                                                      |  |          |                                               |                                               |  |
|  | Mallorca                                                | 3                                                       | 0                                                       | 3                                                       |   |                      |                                                        |                                                        |                                                        |                                                        |  |                       |                                                       |                                                       |                                                       |                                                       |  | Newcastle United | 0                                                    | 0                                                    | 0                                                    |                                                      |  |          |                                               |                                               |  |
|  |                                                         |                                                         |                                                         |                                                         |   |                      |                                                        |                                                        |                                                        |                                                        |  |                       |                                                       |                                                       |                                                       |                                                       |  | Newcastle United | 0                                                    | 0                                                    | 0                                                    |                                                      |  |          |                                               |                                               |  |
|  |                                                         |                                                         | Olympique de Marsella                                   | 0                                                       | 2 | 2                    |                                                        |                                                        |                                                        |                                                        |  |                       |                                                       |                                                       |                                                       |                                                       |  |                  |                                                      |                                                      |                                                      |                                                      |  |          |                                               |                                               |  |
|  | Liverpool                                               | 2                                                       | Olympique de Marsella                                   | 0                                                       | 2 | 2                    | 4                                                      | 6                                                      |                                                        |                                                        |  |                       |                                                       |                                                       |                                                       |                                                       |  |                  |                                                      |                                                      |                                                      |                                                      |  |          |                                               |                                               |  |
|  | Liverpool                                               | 2                                                       |                                                         |                                                         |   |                      |                                                        |                                                        |                                                        |                                                        |  |                       |                                                       |                                                       |                                                       |                                                       |  |                  |                                                      |                                                      |                                                      |                                                      |  |          |                                               |                                               |  |
|  | Levski Sofía                                            | 0                                                       | 2                                                       | 2                                                       |   |                      |                                                        |                                                        |                                                        |                                                        |  |                       |                                                       |                                                       |                                                       |                                                       |  |                  |                                                      |                                                      |                                                      |                                                      |  |          |                                               |                                               |  |
|  | Levski Sofía                                            | 0                                                       | 2                                                       | 2                                                       |   | Liverpool            | 1                                                      | 1                                                      | 2                                                      |                                                        |  |                       |                                                       |                                                       |                                                       |                                                       |  |                  |                                                      |                                                      |                                                      |                                                      |  |          |                                               |                                               |  |
|  |                                                         |                                                         |                                                         |                                                         |   | Liverpool            | 1                                                      | 1                                                      | 2                                                      |                                                        |  |                       |                                                       |                                                       |                                                       |                                                       |  |                  |                                                      |                                                      |                                                      |                                                      |  |          |                                               |                                               |  |
|  |                                                         |                                                         | Olympique de Marsella                                   | 1                                                       | 2 | 3                    |                                                        |                                                        |                                                        |                                                        |  |                       |                                                       |                                                       |                                                       |                                                       |  |                  |                                                      |                                                      |                                                      |                                                      |  |          |                                               |                                               |  |
|  | Olympique de Marsella                                   | 1                                                       | Olympique de Marsella                                   | 1                                                       | 2 | 3                    | 0                                                      | 1                                                      |                                                        |                                                        |  |                       |                                                       |                                                       |                                                       |                                                       |  |                  |                                                      |                                                      |                                                      |                                                      |  |          |                                               |                                               |  |
|  | Olympique de Marsella                                   | 1                                                       |                                                         |                                                         |   |                      |                                                        |                                                        |                                                        |                                                        |  |                       |                                                       |                                                       |                                                       |                                                       |  |                  |                                                      |                                                      |                                                      |                                                      |  |          |                                               |                                               |  |
|  | Dnipro Dnipropetrovsk                                   | 0                                                       | 0                                                       | 0                                                       |   |                      |                                                        |                                                        |                                                        |                                                        |  |                       |                                                       |                                                       |                                                       |                                                       |  |                  |                                                      |                                                      |                                                      |                                                      |  |          |                                               |                                               |  |
|  | Dnipro Dnipropetrovsk                                   | 0                                                       | 0                                                       | 0                                                       |   |                      |                                                        |                                                        |                                                        |                                                        |  | Olympique de Marsella | 1                                                     | 1                                                     | 2                                                     |                                                       |  |                  |                                                      |                                                      |                                                      |                                                      |  |          |                                               |                                               |  |
|  |                                                         |                                                         |                                                         |                                                         |   |                      |                                                        |                                                        |                                                        |                                                        |  | Olympique de Marsella | 1                                                     | 1                                                     | 2                                                     |                                                       |  |                  |                                                      |                                                      |                                                      |                                                      |  |          |                                               |                                               |  |
|  |                                                         |                                                         | Internazionale                                          | 0                                                       | 0 | 0                    |                                                        |                                                        |                                                        |                                                        |  |                       |                                                       |                                                       |                                                       |                                                       |  |                  |                                                      |                                                      |                                                      |                                                      |  |          |                                               |                                               |  |
|  | Benfica (v.)                                            | 1                                                       | Internazionale                                          | 0                                                       | 0 | 0                    | 1                                                      | 2                                                      |                                                        |                                                        |  |                       |                                                       |                                                       |                                                       |                                                       |  |                  |                                                      |                                                      |                                                      |                                                      |  |          |                                               |                                               |  |
|  | Benfica (v.)                                            | 1                                                       |                                                         |                                                         |   |                      |                                                        |                                                        |                                                        |                                                        |  |                       |                                                       |                                                       |                                                       |                                                       |  |                  |                                                      |                                                      |                                                      |                                                      |  |          |                                               |                                               |  |
|  | Rosenborg                                               | 0                                                       | 2                                                       | 2                                                       |   |                      |                                                        |                                                        |                                                        |                                                        |  |                       |                                                       |                                                       |                                                       |                                                       |  |                  |                                                      |                                                      |                                                      |                                                      |  |          |                                               |                                               |  |
|  | Rosenborg                                               | 0                                                       | 2                                                       | 2                                                       |   | Benfica              | 0                                                      | 3                                                      | 3                                                      |                                                        |  |                       |                                                       |                                                       |                                                       |                                                       |  |                  |                                                      |                                                      |                                                      |                                                      |  |          |                                               |                                               |  |
|  |                                                         |                                                         |                                                         |                                                         |   | Benfica              | 0                                                      | 3                                                      | 3                                                      |                                                        |  |                       |                                                       |                                                       |                                                       |                                                       |  |                  |                                                      |                                                      |                                                      |                                                      |  |          |                                               |                                               |  |
|  |                                                         |                                                         | Internazionale                                          | 0                                                       | 4 | 4                    |                                                        |                                                        |                                                        |                                                        |  |                       |                                                       |                                                       |                                                       |                                                       |  |                  |                                                      |                                                      |                                                      |                                                      |  |          |                                               |                                               |  |
|  | Sochaux                                                 | 2                                                       | Internazionale                                          | 0                                                       | 4 | 4                    | 0                                                      | 2                                                      |                                                        |                                                        |  |                       |                                                       |                                                       |                                                       |                                                       |  |                  |                                                      |                                                      |                                                      |                                                      |  |          |                                               |                                               |  |
|  | Sochaux                                                 | 2                                                       |                                                         |                                                         |   |                      |                                                        |                                                        |                                                        |                                                        |  |                       |                                                       |                                                       |                                                       |                                                       |  |                  |                                                      |                                                      |                                                      |                                                      |  |          |                                               |                                               |  |
|  | Internazionale (v.)                                     | 2                                                       | 0                                                       | 2                                                       |   |                      |                                                        |                                                        |                                                        |                                                        |  |                       |                                                       |                                                       |                                                       |                                                       |  |                  |                                                      |                                                      |                                                      |                                                      |  |          |                                               |                                               |  |
|  | Internazionale (v.)                                     | 2                                                       | 0                                                       | 2                                                       |   |                      |                                                        |                                                        |                                                        |                                                        |  |                       |                                                       |                                                       |                                                       |                                                       |  |                  |                                                      |                                                      |                                                      |                                                      |  |          |                                               |                                               |  |
|  |                                                         |                                                         |                                                         |                                                         |   |                      |                                                        |                                                        |                                                        |                                                        |  |                       |                                                       |                                                       |                                                       |                                                       |  |                  |                                                      |                                                      |                                                      |                                                      |  |          |                                               |                                               |  |

### Octavos de final
La ida de esta eliminatoria se disputó el 11 de marzo de 2004, mientras que la vuelta se jugó el 25 de marzo.

#### Celtic – Barcelona
| 11 de marzo de 2004 | Celtic       | 1:0 (0:0) | Barcelona | Celtic Park, Glasgow                  |                                       |
|                     | Thompson 59' |           |           | Árbitro(s): Wolfgang Stark (Alemania) | Árbitro(s): Wolfgang Stark (Alemania) |

| 25 de marzo de 2004 | Barcelona | 0:0 | Celtic | Camp Nou, Barcelona                   |  |
|                     |           |     |        | Árbitro(s): Domenico Messina (Italia) |  |

#### Gençlerbirliği – Valencia
| 11 de marzo de 2004 | Gençlerbirliği | 1:0 (1:0) | Valencia | 19 Mayıs Stadium, Ankara                 |                                          |
|                     | Daems 12' (p)  |           |          | Árbitro(s): Tom Henning Øvrebø (Noruega) | Árbitro(s): Tom Henning Øvrebø (Noruega) |

| 25 de marzo de 2004 | Valencia                | 2:0 (0:0, 1:0) | Gençlerbirliği | Mestalla, Valencia                      |                                         |
|                     | Mista 63' · Vicente 94' |                |                | Árbitro(s): Rene Temmink (Países Bajos) | Árbitro(s): Rene Temmink (Países Bajos) |

#### Girondins de Bordeaux – Brujas
| 11 de marzo de 2004 | Girondins de Bordeaux        | 3:1 (0:0) | Brujas       | Stade Jacques Chaban-Delmas, Burdeos   |                                        |
|                     | Celades 60', 71' · Riera 87' |           | Verheyen 58' | Árbitro(s): Steve Bennett (Inglaterra) | Árbitro(s): Steve Bennett (Inglaterra) |

| 25 de marzo de 2004 | Brujas | 0:1 (0:0) | Girondins de Bordeaux | Estadio Jan Breydel, Brujas            |                                        |
|                     |        |           | Chamakh 84'           | Árbitro(s): Massimo de Santis (Italia) | Árbitro(s): Massimo de Santis (Italia) |

#### Newcastle United – Mallorca
| 11 de marzo de 2004 | Newcastle United                                     | 4:1 (0:0) | Mallorca   | St James' Park, Newcastle upon Tyne  |                                      |
|                     | Bellamy 67' · Shearer 71' · Robert 74' · Bramble 84' |           | Correa 58' | Árbitro(s): Alain Hamer (Luxemburgo) | Árbitro(s): Alain Hamer (Luxemburgo) |

| 25 de marzo de 2004 | Mallorca | 0:3 (0:0) | Newcastle United               | Son Moix, Palma de Mallorca         |                                     |
|                     |          |           | Shearer 46', 89' · Bellamy 78' | Árbitro(s): Konrad Plautz (Austria) | Árbitro(s): Konrad Plautz (Austria) |

#### AJ Auxerre – PSV Eindhoven
| 11 de marzo de 2004 | AJ Auxerre | 1:1 (1:0) | PSV Eindhoven | Estadio de l'Abbé-Deschamps, Auxerre |                                     |
|                     | Tainio 36' |           | Lucius 71'    | Árbitro(s): Massimo Busacca (Suiza)  | Árbitro(s): Massimo Busacca (Suiza) |

| 25 de marzo de 2004 | PSV Eindhoven                   | 3:0 (2:0) | AJ Auxerre | Philips Stadion, Eindhoven           |                                      |
|                     | Kežman 4', 27' · van Bommel 73' |           |            | Árbitro(s): Graham Poll (Inglaterra) | Árbitro(s): Graham Poll (Inglaterra) |

#### Benfica – Internazionale
| 11 de marzo de 2004 | Benfica | 0:0' | Internazionale | Estádio da Luz, Lisboa                  |  |
|                     |         |      |                | Árbitro(s): Jan Wegereef (Países Bajos) |  |

| 25 de marzo de 2004 | Internazionale                              | 4:3 (1:1) | Benfica                                | St. Giuseppe Meazza, Milán       |                                  |
|                     | Martins 45+1', 70' · Recoba 60' · Vieri 64' |           | Nuno Gomes 36', 67' · Tiago Mendes 77' | Árbitro(s): Alain Sars (Francia) | Árbitro(s): Alain Sars (Francia) |

#### Liverpool – Olympique de Marsella
| 11 de marzo de 2004 | Liverpool | 1:1 (0:0) | Olympique de Marsella | Anfield Road, Liverpool            |                                    |
|                     | Baroš 55' |           | Drogba 79'            | Árbitro(s): Iouri Baskakov (Rusia) | Árbitro(s): Iouri Baskakov (Rusia) |

| 25 de marzo de 2004 | Olympique de Marsella      | 2:1 (1:1) | Liverpool  | Stade Vélodrome, Marsella                 |                                           |
|                     | Drogba 38' (p) · Méïté 58' |           | Heskey 15' | Árbitro(s): Arturo Dauden Ibañez (España) | Árbitro(s): Arturo Dauden Ibañez (España) |

#### Villarreal – Roma
| 11 de marzo de 2004 | Villarreal                         | 2:0 (2:0) | Roma | El Madrigal, Villarreal                  |                                          |
|                     | Sonny Anderson 29' · Jose Mari 35' |           |      | Árbitro(s): Frank de Bleeckere (Bélgica) | Árbitro(s): Frank de Bleeckere (Bélgica) |

| 25 de marzo de 2004 | Roma                      | 2:1 (1:0) | Villarreal         | Estadio Olímpico, Roma                 |                                        |
|                     | Emerson 10' · Cassano 50' |           | Sonny Anderson 66' | Árbitro(s): Gilles Veissiere (Francia) | Árbitro(s): Gilles Veissiere (Francia) |

### Cuartos de final
La ida de esta eliminatoria se disputó el 8 de abril de 2004, mientras que la vuelta se jugó el 14 de abril.

#### Girondins de Bordeaux – Valencia
| 8 de abril de 2004 | Girondins de Bordeaux | 1:2 (1:0) | Valencia                | Stade Jacques Chaban-Delmas, Burdeos |                                     |
|                    | Riera 18'             |           | Baraja 75' · Rufete 88' | Árbitro(s): Mike Riley (Inglaterra)  | Árbitro(s): Mike Riley (Inglaterra) |

| 14 de abril de 2004 | Valencia                    | 2:1 (0:0) | Girondins de Bordeaux | Mestalla, Valencia                    |                                       |
|                     | Pellegrino 52' · Rufete 60' |           | Eduardo Costa 71'     | Árbitro(s): Herbert Fandel (Alemania) | Árbitro(s): Herbert Fandel (Alemania) |

#### Olympique de Marsella – Internazionale
| 8 de abril de 2004 | Olympique de Marsella | 1:0 (0:0) | Internazionale | Stade Vélodrome, Marsella                             |                                                       |
|                    | Drogba 46'            |           |                | Árbitro(s): Lucilio Cardoso Cortez Batista (Portugal) | Árbitro(s): Lucilio Cardoso Cortez Batista (Portugal) |

| 14 de abril de 2004 | Internazionale | 0:1 (0:0) | Olympique de Marsella | St. Giuseppe Meazza, Milán                 |                                            |
|                     |                |           | Meriem 74'            | Árbitro(s): Kim Milton Nielsen (Dinamarca) | Árbitro(s): Kim Milton Nielsen (Dinamarca) |

#### Celtic – Villarreal
| 8 de abril de 2004 | Celtic      | 1:1 (0:1) | Villarreal | Celtic Park, Glasgow                |                                     |
|                    | Larsson 64' |           | Josico 9'  | Árbitro(s): Kyros Vassaras (Grecia) | Árbitro(s): Kyros Vassaras (Grecia) |

| 14 de abril de 2004 | Villarreal                    | 2:0 (1:0) | Celtic | El Madrigal, Villarreal                |                                        |
|                     | Sonny Anderson 6' · Roger 68' |           |        | Árbitro(s): Massimo De Santis (Italia) | Árbitro(s): Massimo De Santis (Italia) |

#### PSV Eindhoven – Newcastle United
| 8 de abril de 2004 | PSV Eindhoven | 1:1 (0:0) | Newcastle United | Philips Stadion, Eindhoven             |                                        |
|                    | Kežman 4'     |           | Jenas 45+4'      | Árbitro(s): Gilles Veissiere (Francia) | Árbitro(s): Gilles Veissiere (Francia) |

| 14 de abril de 2004 | Newcastle United       | 2:1 (1:0) | PSV Eindhoven  | St James' Park, Newcastle upon Tyne         |                                             |
|                     | Shearer 9' · Speed 66' |           | Kežman 52' (p) | Árbitro(s): Manuel Mejuto González (España) | Árbitro(s): Manuel Mejuto González (España) |

### Semifinales
La ida de esta eliminatoria se disputó el 22 de abril de 2004, mientras que la vuelta se jugó el 6 de mayo.

#### Newcastle United – Olympique Marsella
| 22 de abril de 2004 | Newcastle United | 0:0' | Olympique de Marsella | St James' Park, Newcastle upon Tyne |  |
|                     |                  |      |                       | Árbitro(s): Valentin Ivanov (Rusia) |  |

| 6 de mayo de 2004 | Olympique de Marsella | 2:0 (1:0) | Newcastle United | Stade Vélodrome, Marsella             |                                       |
|                   | Drogba 18', 82'       |           |                  | Árbitro(s): Ľuboš Micheľ (Eslovaquia) | Árbitro(s): Ľuboš Micheľ (Eslovaquia) |

#### Villarreal – Valencia
| 22 de abril de 2004 | Villarreal | 0:0' | Valencia | El Madrigal, Valencia                                 |  |
|                     |            |      |          | Árbitro(s): Lucilio Cardoso Cortez Batista (Portugal) |  |

| 6 de mayo de 2004 | Valencia      | 1:0 (1:0) | Villarreal | Mestalla, Valencia                |                                   |
|                   | Mista 16' (p) |           |            | Árbitro(s): Terje Hauge (Noruega) | Árbitro(s): Terje Hauge (Noruega) |

## Final
Final Archivado el 10 de diciembre de 2008 en Wayback Machine.
| 1          | POR        | Santiago Cañizares  |     |
| 23         | DEF        | Curro Torres        |     |
| 4          | DEF        | Roberto Ayala       |     |
| 5          | DEF        | Carlos Marchena     | 86' |
| 15         | DEF        | Amedeo Carboni      |     |
| 19         | MED        | Francisco Rufete    | 64' |
| 6          | MED        | David Albelda       |     |
| 8          | MED        | Rubén Baraja        |     |
| 14         | MED        | Vicente Rodríguez   |     |
| 20         | DEL        | Miguel Ángel Ferrer |     |
| 10         | DEL        | Miguel Ángel Angulo | 82' |
| Entrenador | Entrenador | Rafael Benítez      |     |

| 28         | POR        | Fabien Barthez     |     |
| 23         | DEF        | Habib Beye         |     |
| 12         | DEF        | Abdoulaye Méïté    |     |
| 2          | DEF        | Demetrius Ferreira |     |
| 3          | DEF        | Manuel dos Santos  |     |
| 32         | MED        | Mathieu Flamini    | 71' |
| 6          | MED        | Brahim Hemdani     |     |
| 7          | MED        | Sylvain N'Diaye    | 84' |
| 18         | MED        | Camel Meriem       | 45' |
| 11         | DEL        | Didier Drogba      |     |
| 20         | DEL        | Steve Marlet       |     |
| Entrenador | Entrenador | José Anigo         |     |

| 21 | MED | Pablo Aimar         | 64' |
| 25 | MED | Mohamed Sissoko     | 82' |
| 2  | DEF | Mauricio Pellegrino | 86' |

| 30 | POR | Jérémy Gavanon  | 45' |
| 26 | MED | Laurent Batlles | 71' |
| 29 | MED | Fabio Celestini | 84' |

| Anotado | 45' | Vicente Rodríguez   | 1-0 |
| Anotado | 58' | Miguel Ángel Ferrer | 2-0 |

| Amonestado | 27' | Vicente Rodríguez |
| Amonestado | 34' | Amedeo Carboni    |

| Amonestado | 10' | Steve Marlet   |
| Expulsado  | 45' | Fabien Barthez |
| Amonestado | 60' | Didier Drogba  |

| Árbitro             | Pierluigi Collina |
| Árbitros asistentes | Marco Ivaldi      |
| Árbitros asistentes | Narciso Pisacreta |
| Cuarto árbitro      | Roberto Rosetti   |

| 1          | POR        | Santiago Cañizares  |     |
| 23         | DEF        | Curro Torres        |     |
| 4          | DEF        | Roberto Ayala       |     |
| 5          | DEF        | Carlos Marchena     | 86' |
| 15         | DEF        | Amedeo Carboni      |     |
| 19         | MED        | Francisco Rufete    | 64' |
| 6          | MED        | David Albelda       |     |
| 8          | MED        | Rubén Baraja        |     |
| 14         | MED        | Vicente Rodríguez   |     |
| 20         | DEL        | Miguel Ángel Ferrer |     |
| 10         | DEL        | Miguel Ángel Angulo | 82' |
| Entrenador | Entrenador | Rafael Benítez      |     |

| 28         | POR        | Fabien Barthez     |     |
| 23         | DEF        | Habib Beye         |     |
| 12         | DEF        | Abdoulaye Méïté    |     |
| 2          | DEF        | Demetrius Ferreira |     |
| 3          | DEF        | Manuel dos Santos  |     |
| 32         | MED        | Mathieu Flamini    | 71' |
| 6          | MED        | Brahim Hemdani     |     |
| 7          | MED        | Sylvain N'Diaye    | 84' |
| 18         | MED        | Camel Meriem       | 45' |
| 11         | DEL        | Didier Drogba      |     |
| 20         | DEL        | Steve Marlet       |     |
| Entrenador | Entrenador | José Anigo         |     |

| 21 | MED | Pablo Aimar         | 64' |
| 25 | MED | Mohamed Sissoko     | 82' |
| 2  | DEF | Mauricio Pellegrino | 86' |

| 30 | POR | Jérémy Gavanon  | 45' |
| 26 | MED | Laurent Batlles | 71' |
| 29 | MED | Fabio Celestini | 84' |

| Anotado | 45' | Vicente Rodríguez   | 1-0 |
| Anotado | 58' | Miguel Ángel Ferrer | 2-0 |

| Amonestado | 27' | Vicente Rodríguez |
| Amonestado | 34' | Amedeo Carboni    |

| Amonestado | 10' | Steve Marlet   |
| Expulsado  | 45' | Fabien Barthez |
| Amonestado | 60' | Didier Drogba  |

| Árbitro             | Pierluigi Collina |
| Árbitros asistentes | Marco Ivaldi      |
| Árbitros asistentes | Narciso Pisacreta |
| Cuarto árbitro      | Roberto Rosetti   |

|                              |
| Bandera de España            |
| Campeón Valencia 1.er título |

## Máximos goleadores
| Jugador              | Equipo             | Goles |
| -------------------- | ------------------ | ----- |
| Sonny Anderson       | Villarreal         | 7     |
| Mateja Kezman        | PSV Eindhoven      | 6     |
| Didier Drogba        | Olympique Marsella | 6     |
| Ronaldinho           | FC Barcelona       | 5     |
| Adriano              | Inter de Milán     | 5     |
| Craig Bellamy        | Arsenal            | 5     |
| Mista                | Valencia CF        | 5     |
| Albert Riera         | Bordeaux           | 5     |
| Samuel Eto'o         | Mallorca           | 4     |
| Antonio Cassano      | Inter de Milán     | 4     |
| Vincenzo Iaquinta    | Udinese            | 4     |
| Massimo Margiotta    | Perugia            | 4     |
| Juninho Pernambucano | Olympique Lyon     | 4     |
| Peter Løvenkrands    | Rangers            | 4     |

La UEFA sólo considera los goles marcados a partir de la primera fase de grupos, y no los de las clasificatorias.
| Predecesor: 2002-03 | Copa de la UEFA 2003-04 | Sucesor: 2004-05 |

- Datos: Q239660
- Multimedia: UEFA Cup 2003-04 / Q239660